# برزغان (باقران)
برزغان (بالفارسية: برزگان) هي مستوطنة تقع في إيران في قسم باقران الريفي.